# Ielena Marian
Ielena Marian (en russe : Елена Марьян) est une ancienne joueuse de volley-ball russe née le 29 mai 1991. Elle mesure 1,86 m et jouait au poste de réceptionneuse-attaquante. 

## Clubs
| Club            | De        | À         |
| --------------- | --------- | --------- |
| Stinol Lipetsk  | 2005-2006 | 2007-2008 |
| Indesit Lipetsk | 2008-2009 | 2008-2009 |
| VK Voronej      | 2009-2010 | 2009-2010 |
| Indesit Lipetsk | 2010-2011 | 2011-2012 |